# Epiblema chretieni
Epiblema chretieni es una especie de polilla del género Epiblema, familia Tortricidae.
Fue descrita científicamente por Obraztsov en 1952.

## Distribución
Se encuentra en Francia (Altos Alpes).